# 로버트 카파
로버트 카파(영어: Robert Capa, 1913년 10월 22일 ~ 1954년 5월 25일)는 헝가리계 유태인이자 미국인으로, 세계적인 사진 에이전시 '매그넘 포토스'의 설립자인 동시에, 20세기에서 유명한 전쟁 보도 사진작가로, 스페인 내전, 중일전쟁, 제2차 세계 대전 유럽전선, 제1차 중동 전쟁, 제1차 인도차이나 전쟁을 취재했다.
'로버트 카파'라는 이름은 유명한 미국 영화감독 프랭크 카프라(Frank Capra)의 이름을 본따 지었으며 '카파'라는 말은 헝가리어 '차퍼(Cápa)'에서 유래한 말로, 상어를 의미한다. 동생 코넬 카파도 사진작가이다.

## 생애
헝가리 부다페스트에서 프리드먼 엔드레 에르뇌(헝가리어: Friedmann Endre Ernő)라는 이름으로 태어났다. 1931년, 그는 좌익학생운동을 하였고, 당시 헝가리 왕국의 섭정이던 호르티 미클로시의 정치를 피해 독일의 베를린으로 망명하였다. 이때 레프 트로츠키의 연설장면을 촬영하였는데, 이것이 그의 첫 사진이다.
1933년, 독일에서 나치당(NSDAP)이 집권하자(그는 유태인이었다.), 프랑스 파리로 다시 망명하였다. 그러나 그는 파리에서 프리랜서 자리를 찾기 어려웠고, 그는 이름을 이때부터 로버트 카파라 하였다.

#### 스페인 내전
1936년부터 1939년까지 그는 스페인 내전을 취재하러 스페인으로 갔다. 1936년에 어느 인민전선파 병사의 죽음(Loyalist Militiaman at the Moment of Death)을 촬영하여 유명해졌고, 이 사진은 스페인 내전을 대표하는 사진이 되었으며 이 사진을 통하여 카파는 종군작가로서 세계적인 명성을 얻게된다. 그럼에도 이 사진은 카파가 죽을 때까지 사진의 연출 유무를 둘러싸고 논란의 대상이 되었다. 카파는 끝가지 연출을 인정하지 않았고, 카파를 지지하는 측에 의하여 사진의 주인공이 공화파의 알코이 민병대원 페데레코 보렐 가르시아(Federico Borrell García)로 잘못 알려지기도 했었다. 이 사진의 연출 여부에 대한 논란은 2007년 ""Mexican Suitcase"가 발견됨으로 일단락 된다. 카파가 남긴 이 가방에서는 논란의 사진과 같은 시각, 같은 장소에서 찍힌 7점의 사진들이 발견된다. 이 사진들은 "어느 인민전선파 병사의 죽음"의 주인공을 비록한 여러 인물들의 다양한 전쟁 장면과 전사 모습을 찍은 사진으로 명백하게 연출된 사진들이다. 또한 사진들의 배경 풍경의 확인을 통하여 사진을 찍은 장소가 당초 카파의 주장이었던 무리아노(Muriano)가 아니라 전선과는 50km 이상 떨어져있었던 에스페호(Espejo) 지역임이 확인되었다.
카파는 1938년 잠시 중국에서 국민정부측의 선전영화 '4억의 민중' 촬영을 위하여 중국 한커우로 가 '4억의 민중' 촬영과 중일전쟁을 취재하였고, 다시 스페인에서 취재를 계속하였다.

#### 제2차 세계 대전
제2차 세계 대전이 발발하자, 그는 재빨리 가족이 있던(그의 가족은 1938년에 미국으로 이민갔었다.) 미국 뉴욕으로 건너갔다.
그곳에서 멕시코 대통령 선거를 취재하기도 하였으나(1940년), 1941년, 미국이 제2차 세계 대전에 참전하자 미국 잡지 '콜리어스'의 요청을 받고 영국으로 갔으나, 중간에 소속사를 '라이프(Life)'지로 옮겼다.(영국으로 가는 도중에도 대서양 선단을 취재하였다.)
그는 먼저 북아프리카로 건너가 북아프리카 전역을 취재하였다. 또, 연합군이 이탈리아로 전선을 확대하자, 이탈리아에서도 취재하였다.
그의 가장 유명한 취재는 바로 1944년 6월 6일의 노르망디 상륙작전에서의 오마하 해변에서의 취재인데, 카파는 두 대의 콘탁스 카메라를 들고 106여장의 사진을 촬영하였으나, 필름을 받은 라이프(Life)지의 암실 담당자가 흥분한 나머지 건조도중 필름의 감광유제가 녹아버려 11장의 사진 (The Magnificent Eleven)만이 남았다고 주장하였다.
스페인 내전 당시의 "쓰러지는 병사"와 더불어 카파의 명성을 대표하는 노르망디 상륙 작전의 사진들 (The Magnificent Eleven) 역시 논란에 사로잡힌다. 카파는 당초 D-Day에 오전 6시 30분에 노르망디 해변에 상륙하여 90분간 촬영을 하였다고 주장하였다. 그러나 조사 결과 그가 탑승하였던 상륙정은 오전 8시15분에 해변에 도착하였으며 카파는 오전 9시에 떠나는 배를 타고 돌아온 것으로 밝혀졌다. 또한 카파가 실제로 오마하 해변에 상륙하여 머무른 시간은 15분에서 30분에 불과한 것으로 조사되었으며, 카파가 도착한 해변은 당시 노르망디 해변에 주둔한 독일군 중 방어력이 가장 약한 부대로 치열한 전투는 벌어지지 않았으며, 이미 카파가 도착하기 전에 전투는 종료된 것으로 나타났다. 그리고 카파의 필름 건조에 사용되던 기계 역시 카파가 주장하듯이 필름을 녹아내릴 정도로 뜨겁게 가열되지 않는 다는 것이 밝혀졌다. 이와 같은 사실들은 카파의 노르망디의 사진이 왜 11점 뿐이며, 사진들에 포탄, 총탄이나 물위에 떠다니는 시체 등과 같은 치열한 전투의 흔적이 없는 지에 대한 의문을 해소시켜준다.
《라이프》(Life)지는 이 사진을 '카파의 손은 떨리고 있었다(Slightly out of Focus)'라는 캡션을 달았다. 노르망디 상륙작전 이후에는 샤르트르 시에서의 부역자에 대한 프랑스 군중의 조롱, 파리의 해방, 미군의 독일 낙하산 투하작전등을 취재하였다.
이 중 샤르트르 시와 파리에서 촬영한 사진, 독일 라이프치히에서 독일군 저격수의 총에 맞아 전사한 미군 병사의 사진은 지금도 많이 알려진 사진이다.

#### 제2차 세계 대전 종전 이후 ~ 제1차 인도차이나 전쟁 이전
1946년, 그는 당시의 애인이었던 잉그리드 버그만의 제의로 할리우드에서 영화에 손을 대봤지만, 얼마 안 가 포기하고, 튀르키예에서 냉전의 긴장에 관한 다큐멘터리 영화를 제작했다. 또한 이때 정식으로 미국 시민권을 취득하였다.
1948년, 그는 존 스타인벡과 함께 소비에트 연방의 모스크바, 키예프, 트빌리시, 바투미, 스탈린그라드의 폐허를 취재하고 '러시아 저널(A Russian Journal)'을 존 스타인백 이름으로 냈고, 제1차 중동 전쟁을 취재하였다.
또한 1947년에는 앙리 카르티에 브레송, 데이비드 침 시모어, 조지 로저와 함께 사진 에이전시 매그넘 포토스를 설립하였고, 1951년, 회장에 취임하였다.

#### 제1차 인도차이나 전쟁
1952년, 당시 매카시즘의 영향으로 여권의 효력이 일시 중지되었고, 1953년에는 미국 FBI의 감시를 받았다. 1954년, 일본 《마이니치 신문》 초청으로 일본을 방문해 취재했다.
또한 《라이프》지의 요청을 받고 베트남으로 건너가, '쓰디쓴 쌀'이라는 제목으로 제1차 인도차이나 전쟁 취재기를 쓰려 했으나, 5월 25일 오후 2시 55분, 프랑스 군의 행군을 취재하다 지뢰를 밟아 사망하였고, 그의 사망을 확인한 프랑스 군 베트남인 장교는 "사진기자가 죽었다."고 말했다. 그는 죽는 순간에도 카메라를 손에 움켜쥐고 있었다.

## 사생활
파리에서 '앙드레 프리드만(André Friedman)'으로 지내던 1934년, 독일계 유태인인 게르다 포호릴레스(Gerda Pohorylle)와 첫 교제를 하였다. 그는 게르다 포호릴레스에게 사진을 가르쳤고, 스페인 내전당시에는 함께 취재를 하기도 하였다. 카파가 잠시 파리로 가 있는 동안 게르다는 브루네테 전투에서 공화파 군대의 전차에 깔려 죽었다. 카파는 원래 게르다 포호릴레스와 결혼하려 했으나, 그녀가 죽고 난 뒤 이성과는 교제는 하더라도 결혼은 하지 않았다.
로버트 카파라는 이름도 게르다와 함께 일할 때 가공의 고용인의 이름이었으나, 실제로는 앙드레(즉 지금의 카파)가 카파의 노릇을 하였고, 그녀도 자신의 이름을 게르다 타로(Gerda Taro)로 바꿨다.
1943년에는 전선 후방이었던 영국에서 일레인 저스틴(Elaine Justin)과 사랑에 빠졌는데, 그의 책 《Slightly out of Focus》에서 자신은 일레인을 "핑키(Pinky)"라 불렀고, 그녀의 불그스름한 금발때문이었다고 적었다. 카파와 일레인 관계는 일레인이 그녀의 친구 척 로마인(Chuck Romine)과 결혼하면서 끝났다.
제2차 세계 대전의 유럽 전선이 끝날 무렵, 그는 연합군 장병들을 위문하기 위해 파리를 방문한 스웨덴 여배우 잉그리드 버그만과 사랑에 빠졌는데, 그녀의 제의로 할리우드에서 잠시 일했다. 잉그리드도 카파와의 결혼을 생각하였으나, 카파는 잉그리드의 청혼을 거절하였다. 잉그리드와 카파의 관계는 1946년 여름에 끝났다.

## 유산
로버트 카파의 사진은 후세의 사진가들에게 큰 영향을 끼쳤다.
그의 동생 코넬 카파는 1966년, 관심있는 사진을 위한 국제 기금(International Fund for Concerned Photography)'을 설립하였고, 1974년에는 카파가 촬영했던 사진을 보관할 목적으로 국제사진센터(International Center of Photography)을 설립하였다.
미국의 전쟁기자 집단인 해외 취재클럽(Overseas Press Club)은 '로버트 카파상'을 제정하여 "대담한 용기와 진취적 정신이 이뤄내는 최고의 외신 사진"을 촬영한 사진기자에게 시상하고 있다.

## 어록
- "만약 당신의 사진이 마음에 들지 않는다면, 그것은 당신이 충분히 다가가지 않았기 때문이다.(If your pictures aren't good enough, you're not close enough.)"
- "진실이야말로 최고의 사진이며 최대의 프로파간다(선전선동)이다. (The truth is the best picture, the best propaganda.)"
- "전쟁은 나이 들어가는 여배우 같다. 사진은 점점 잘 안 받으면서, 점점 더 위험해진다. (This war is like an actress who is getting old. It is less and less photogenic and more and more dangerous.)"
- "재능이 있는 것만으로는 충분하지 않다. 헝가리인이 되기도 해야한다. (It's not enough to have talent, you also have to be Hungarian.)"

## 트리비아
- 영화 '라이언 일병 구하기(Saving Private Ryan)'에서 오마하 해변 장면 일부가 흐리게 나온것은 카파의 사진을 참고했기 때문이다.
- 오스트리아 가수 Falco의 1986년의 앨범 중 '가미가제 카파(Kamikaze Cappa)'는 카파를 기리기 위해 작곡한 것이다.
- 도박(특히 포커)을 즐겼으며 사교적이었다.
- 어니스트 헤밍웨이, 파블로 피카소, 존 휴스턴, 험프리 보가트, 존 스타인벡 등과 매우 친했다.
- 영국의 알터네이티브 락 밴드 alt-J의 곡 'Taro'는 로버트 카파와 게르다 타로를 다루고 있다.

## 대한민국에서의 전시회
2007년 3월 29일부터 5월 26일까지 서울 예술의 전당 디자인 미술관에서 개최되었다.
2013년 8월 2일부터 10월 28일까지 서울 세종문화회관 미술관에서 개최되었다.

## 출전
- 리처드 웰런(Whelan, Richard) (1985). 《Robert Capa: a biography》 (영어). Knopf. ISBN 0-394-52488-8.
- 알렉스 커쇼(Alex Kershaw) (2006).  윤미경 역, 편집. 《로버트 카파; 그는 너무 많은 걸 보았다(Blood and Champagne: The Life and Times of Robert Capa)》. 서울: 강. ISBN 89-8218-089-3.
- 로버트 카파 (2006).  우태정 역, 편집. 《그때 카파의 손은 떨리고 있었다(Slightly out of Focus)》. 서울: 필맥. ISBN 89-91071-30-9.
- 플로랑 실로레 《로버트 카파, 사진가》(임희근 역, 포토넷, 2017). ISBN 978-89-93818-87-1. 그래픽노블 《Capa : L'etoile filante》(2016)를 한국어로 번역한 책. 최근 발견되어 2008년 ICP에서 공표된 '멕시코 옷상자' 속 필름 등 최근 연구까지 반영되어 있다.

## 같이 보기
- 종군 기자